# Belastningspsykologi
Belastningspsykologi er den del af psykologien, der beskæftiger sig med de situationer, der belaster mennesker, og de reaktioner, der opstår, når et menneske har været udsat for en belastning. Belastningerne kan optræde i privat som arbejdsmæssig sammenhæng og kan være af både hverdagsagtig karakter og katastrofekarakter. Reaktionerne spænder bredt fra belastningstilstande, som for eksempel stress og udbrændthed, til egentlig psykisk traumatisk betingede psykiske lidelser som for eksempel PTSD, angst, depression og misbrug. En vigtig gren af belastningspsykologien er psykotraumatologien, der er den psykologiske disciplin, som beskæftiger sig med forebyggelse, behandling og forskning i de situationer, der traumatiserer mennesker, og de reaktioner, der opstår, når et menneske har været udsat for en traumatisk hændelse. 
Arbejdsmæssige mentale belastninger i form af direkte eller indirekte eksponering for traumatiske hændelser, eller andre former for høje følelsesmæssige krav, kan føre til arbejdsskader og er dækket af arbejdsskadeloven. Skaden kan skyldes et uhensigtsmæssigt arbejdsmiljø.
Psykolog og forfatter Rikke Høgsted udkom i 2018 med "Grundbog i Belastningspsykologi - forebyggelse af primær og sekundær traumatisering ved psykisk krævende arbejde" og udgav i 2020 "Digitalt Grundkursus i Belastningspsykologi". Den belastningspsykologiske metode er karakteriseret ved en helhedsorienteret tilgang, handlingsrettede modeller og konkrete strategier, der tager udgangspunkt i samspillet af de relationer, påvirkninger og vilkår, som mennesket arbejder under. 
Høgsted, R.: "Grundbog i Belastningspsykologi - forebyggelse af primær og sekundær traumatisering ved psykisk krævende arbejde", Ictus, København 2018  